# Porta Picaloca

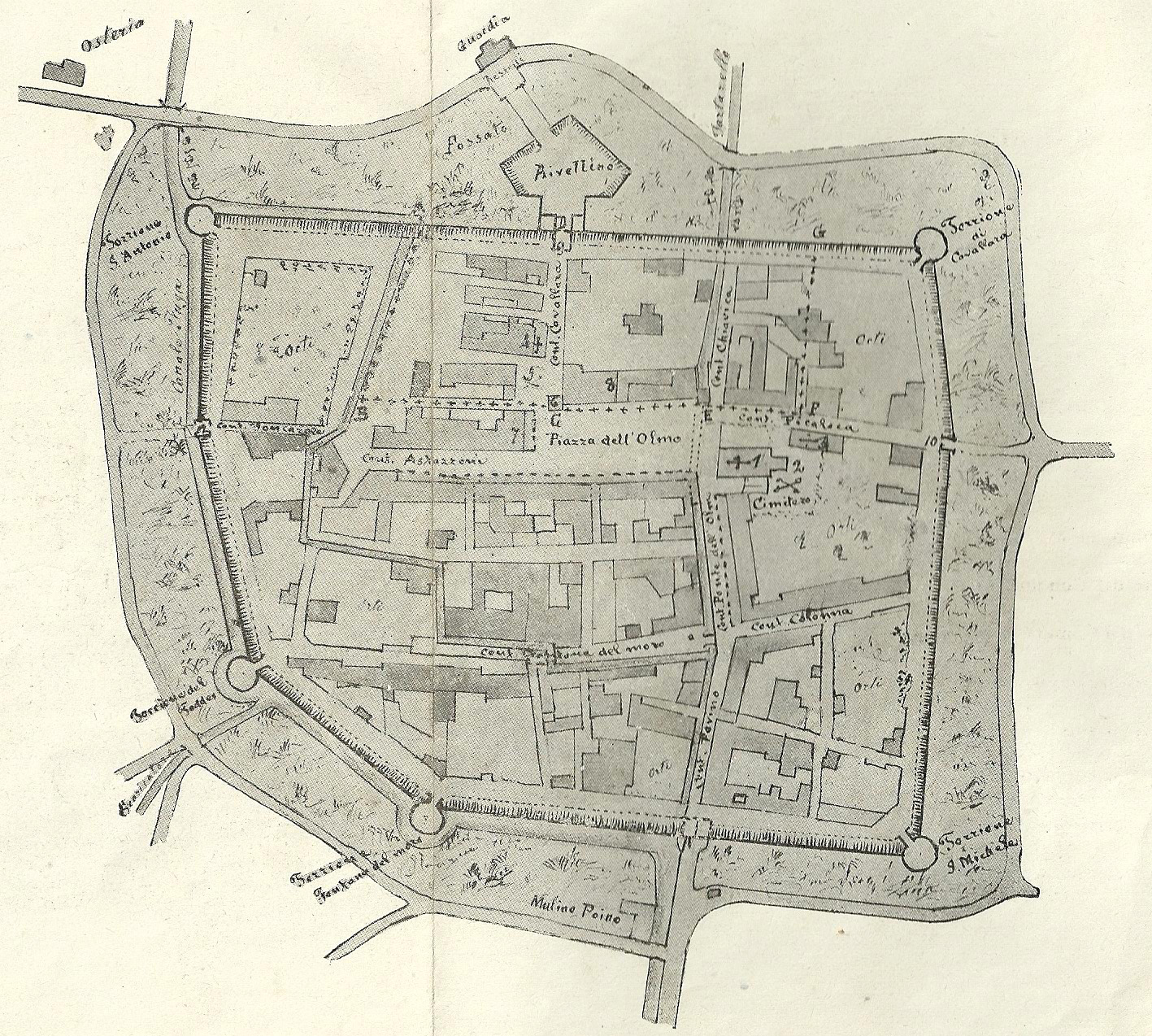
Pianta di Castel Goffredo all'inizio del Cinquecento. È visibile a est Contrada Picaloca con la porta omonima.

Porta Picaloca (o Porta dell'Ospitale) era un tempo una delle porte di accesso alla fortezza di Castel Goffredo, per chi proveniva da est. È l'unica rimasta (ricostruita) tra le quattro antiche porte di accesso alla città.

## Storia

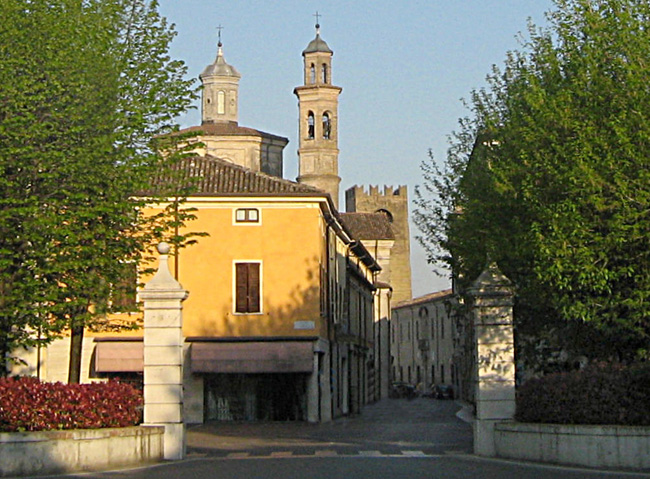
Castel Goffredo, Porta Picaloca nel 2007.

In epoca medievale, per accedere alla città da est bisognava percorrere un ponte che attraversava il fossato a difesa della città-fortezza e quindi per Porta Picaloca, edificio a due piani.
All'inizio del Quattrocento, sotto il marchesato di Alessandro Gonzaga, il primo nucleo abitato costruito a ridosso di "Castelvecchio" fu circondato da un secondo ordine di mura. Tutto attorno alle mura si estendeva un fossato originato dal corso dei torrenti Fuga e Tartarello.
L'accesso al borgo era controllato da quattro porte:
- Porta Picaloca, a est,  all'ingresso dell'attuale via Mantova (unica a oggi rimasta);
- Porta di Sopra, a nord, all'ingresso dell'attuale via Manzoni, a ridosso della quale nel 1460 fu costruito a maggiore difesa il rivellino;[4]
- Porta del Povino, a sud, all'ingresso dell'attuale via Botturi;
- Porta di Poncarale, a ovest,  all'ingresso dell'attuale via Poncarali.

Nel 1817 prese avvio la demolizione della seconda cinta muraria che progressivamente venne conclusa nel 1920.
Il 24 giugno 1859, giorno della battaglia di Solferino, attraverso Porta Picaloca, difesa solo da un cancello in ferro sorretto da due pilastri,  e Porta di Sopra penetrarono gli uomini del 3º corpo d'armata francese al comando del generale François Certain de Canrobert che, dopo alcune scaramucce, cacciò gli austriaci dal paese.
Davanti alla Porta e nelle zone adiacenti agli inizi del Novecento si svolgeva il mercato del bestiame del paese.
Ciò che rimane dell'antica Porta Picaloca è rappresentato dai due pilastri in marmo bianco all'ingresso di Via Mantova.

### Altre fonti
- 1999 – Immagina. Castel Goffredo: l'evoluzione di un territorio, CD-ROM, a cura del Comune di Castel Goffredo